# Boys Like You (canción de Who Is Fancy)
«Boys Like You» es una canción interpretada por el cantante estadounidense Who is Fancy en colaboración con las artistas Ariana Grande y Meghan Trainor. La canción fue estrenada el 23 de noviembre de 2015 sin mucha repercusión en el ámbito musical.

## Antecedentes
Grande dejó escuchar un pequeño trozo de Boys Like You en Twitter el 10 de noviembre de 2015. Días después, los tres artistas promovieron el tema en sus respectivas redes sociales. La canción fue lanzada al mercado el 23 de noviembre de 2015 y fue enviada a las estaciones de radio el 1 de diciembre de ese mismo año.
La canción es una mezcla de los géneros indie y pop. Líricamente hablando el tema trata de que el trío quiere conseguir al hombre de sus sueños.

## Presentaciones en vivo
Fancy presentó el tema en solitario durante el tiempo en el que él fue el acto de apertura en la gira de Grande, The Honeymoon Tour.
No fue hasta el 24 de noviembre de 2015 que el trío interpretó juntos Boys Like You en la final de la temporada 21 del popular programa Dancing With The Stars, justo después de que Trainor finalizara la interpretación de su canción Better When I'm Dancing.

## Video musical
El vídeo de la canción ofrece una animación de los tres intérpretes como dibujos animados y se ven envueltos en distintas persecuciones. 

### Sinopsis
El video comienza con Fancy nadando en una piscina, Trainor es vista llevando un traje de baño mientras está acostada en una silla, se cae en la piscina y es rescatada por el limpiador de la piscina. También se le ve cantar con Fancy en una prisión, a continuación se ve a Grande (con ojos muy grandes) hornear un pastel de cereza para el limpiador de la piscina. Como ella intenta dárselo a él, él la golpea por accidente y cae en la piscina, luego es rescatada por él mismo con su red para limpiar la piscina, a continuación se ve con Fancy y Trainor en la misma celda de la cárcel. El video termina con Fancy siendo encerrado en el camión de servicio de piscina por Trainor y Grande después de que Fancy tira un beso.

## Posicionamiento en listas y certificaciones
La canción alcanzó su posición internacional más alta en Nueva Zelanda, donde debutó en el número 34 en el New Zealand Singles Chart en el 11 de febrero de 2016 y alcanzó el puesto número 26 dos semanas más tarde. La canción fue certificada oro en su séptima semana en la lista por lograr vender 7.500 unidades equivalentes de ventas individuales. La canción se convirtió en la primera de Fancy, la octava de Grande y la sexta de Trainor en certificar en dicho país.

### Listas
| Lista                                                       | Posición más alta |
| ----------------------------------------------------------- | ----------------- |
| República Checa (Singles Digitál Top 100)                   | 84                |
| Países Bajos (Single Top 100)                               | 89                |
| Nueva Zelanda (RMNZ)                                        | 26                |
| Polonia (Polish Airplay Top 100)                            | 47                |
| Eslovaquia (Singles Digitál Top 100)                        | 89                |
| Estados Unidos (Bubbling Under Hot 100 Singles) (Billboard) | 18                |

### Certificaciones
| Región                                                         | Certification | Ventas |
| -------------------------------------------------------------- | ------------- | ------ |
| Nueva Zelanda (RMNZ)                                           | Oro           | 7,500  |
| Las ventas se basan en las certificaciones que obtiene el tema |               |        |